# Championnat du monde masculin de curling 2004
Navigation
Édition précédente Édition suivante
Le Championnat du monde masculin de curling 2004 (nom officiel : Ford World Men's Curling Championship) est la 45e édition de cette compétition de curling.

Il a été organisé en Suède dans la ville de Gävle dans le Gavlerinken du 17 au 25 avril 2004.

## Équipes
| Canada | Danemark | France | Allemagne |
| --- | --- | --- | --- |
| Mayflower CC, Halifax, Nouvelle-Écosse Skip: Mark Dacey Third: Bruce Lohnes Second: Robert Harris Lead: Andrew Gibson Remplaçant : Mathew Harris | Hvidovre CC, Hvidovre Skip: Johnny Frederiksen Third: Lars Vilandt Second: Kenneth Daucke Andersen Lead: Bo Jensen Remplaçant : Henrik Jakobsen | Chamonix CC, Chamonix Skip: Thomas Dufour Third: Phillippe Caux Second: Lionel Roux Lead: Tony Angiboust Remplaçant : Julien Charlet | EC Oberstdorf, Oberstdorf Skip: Sebastian Stock Third: Daniel Herberg Second: Stephan Knoll Lead: Markus Messenzehl Remplaçant : Patrick Hoffman |
| Nouvelle-Zélande | Norvège | Écosse | Suède |
| Ranfurly CC, Ranfurly Skip: Sean Becker Third: Hans Frauenlob Second: Dan Mustapic Lead: Lorne De Pape Remplaçant : Warren Dobson                | Stabekk CC, Oslo Skip: Pål Trulsen Third: Lars Vågberg Second: Flemming Davanger Lead: Bent Ånund Ramsfjell Remplaçant : Torger Nergård         | Citadel CC, Inverness Skip: Ewan MacDonald Third: Warwick Smith Second: David Hay Lead: Peter Loudon Remplaçant : Craig Wilson       | Östersunds CK, Östersund Skip: Peja Lindholm Third: Tomas Nordin Second: Magnus Swartling Lead: Peter Narup Remplaçant : Anders Kraupp           |
| Suisse | États-Unis | | |
| Basel-Ysfäger CC, Bâle Skip: Bernhard Werthemann Third: Thomas Lips Second: Daniel Widmer Lead: Thomas Hoch Remplaçant : Stefan Traub            | Granite CC, Seattle, Washington Skip: Jason Larway Third: Doug Pottinger Second: Joel Larway Lead: Bill Todhunter Remplaçant : Doug Kaufmann    | | |

## ClassementRound Robin
| Pays             | Skip                | V | D |
| ---------------- | ------------------- | - | - |
| Canada           | Mark Dacey          | 9 | 0 |
| Norvège          | Pål Trulsen         | 7 | 2 |
| Suède            | Peja Lindholm       | 6 | 3 |
| Allemagne        | Sebastian Stock     | 6 | 3 |
| Écosse           | Ewan MacDonald      | 5 | 4 |
| Suisse           | Bernhard Werthemann | 3 | 6 |
| Nouvelle-Zélande | Sean Becker         | 3 | 6 |
| Danemark         | Johnny Frederiksen  | 2 | 7 |
| États-Unis       | Jason Larway        | 2 | 7 |
| France           | Thomas Dufour       | 2 | 7 |

*Légende: V = Victoire - D = Défaite

## Résultats

### Match 1
17 avril 2004 13:30
| Équipes           | 1 | 2 | 3 | 4 | 5 | 6 | 7 | 8 | 9 | 10 | Total |
| ----------------- | - | - | - | - | - | - | - | - | - | -- | ----- |
| Allemagne (Stock) | 0 | 0 | 0 | 0 | 1 | 0 | 1 | 0 | 1 | X  | 3     |
| Suède (Lindholm)  | 0 | 2 | 0 | 2 | 0 | 0 | 0 | 3 | 0 | X  | 7     |

| Équipes             | 1 | 2 | 3 | 4 | 5 | 6 | 7 | 8 | 9 | 10 | Total |
| ------------------- | - | - | - | - | - | - | - | - | - | -- | ----- |
| France (Dufour)     | 0 | 0 | 1 | 0 | 1 | 1 | 2 | 0 | 3 | X  | 8     |
| Suisse (Werthemann) | 0 | 0 | 0 | 1 | 0 | 0 | 0 | 1 | 0 | X  | 2     |

| Équipes                   | 1 | 2 | 3 | 4 | 5 | 6 | 7 | 8 | 9 | 10 | Total |
| ------------------------- | - | - | - | - | - | - | - | - | - | -- | ----- |
| Nouvelle-Zélande (Becker) | 0 | 0 | 0 | 0 | 0 | 0 | 3 | 0 | 3 | 0  | 6     |
| Danemark (Frederiksen)    | 0 | 0 | 0 | 0 | 0 | 1 | 0 | 2 | 0 | 0  | 3     |

| Équipes             | 1 | 2 | 3 | 4 | 5 | 6 | 7 | 8 | 9 | 10 | Total |
| ------------------- | - | - | - | - | - | - | - | - | - | -- | ----- |
| Norvège (Trulsen)   | 2 | 0 | 0 | 1 | 0 | 1 | 0 | 0 | 0 | 1  | 5     |
| États-Unis (Larway) | 0 | 0 | 1 | 0 | 2 | 0 | 0 | 1 | 0 | 0  | 4     |

| Équipes            | 1 | 2 | 3 | 4 | 5 | 6 | 7 | 8 | 9 | 10 | Total |
| ------------------ | - | - | - | - | - | - | - | - | - | -- | ----- |
| Canada (Dacey)     | 0 | 1 | 0 | 1 | 1 | 2 | 0 | 3 | 0 | 0  | 8     |
| Écosse (MacDonald) | 1 | 0 | 1 | 0 | 0 | 0 | 3 | 0 | 1 | 1  | 7     |

### Match 2
18 avril 2004 08:00
| Équipes             | 1 | 2 | 3 | 4 | 5 | 6 | 7 | 8 | 9 | 10 | Total |
| ------------------- | - | - | - | - | - | - | - | - | - | -- | ----- |
| États-Unis (Larway) | 0 | 3 | 0 | 0 | 0 | 1 | 0 | 3 | 0 | 0  | 7     |
| Suisse (Werthemann) | 0 | 0 | 3 | 1 | 1 | 0 | 1 | 0 | 1 | 1  | 8     |

| Équipes                   | 1 | 2 | 3 | 4 | 5 | 6 | 7 | 8 | 9 | 10 | Total |
| ------------------------- | - | - | - | - | - | - | - | - | - | -- | ----- |
| Écosse (MacDonald)        | 0 | 0 | 0 | 1 | 0 | 1 | 1 | 0 | 0 | 2  | 5     |
| Nouvelle-Zélande (Becker) | 0 | 2 | 0 | 0 | 1 | 0 | 0 | 1 | 0 | 0  | 4     |

| Équipes           | 1 | 2 | 3 | 4 | 5 | 6 | 7 | 8 | 9 | 10 | Total |
| ----------------- | - | - | - | - | - | - | - | - | - | -- | ----- |
| Allemagne (Stock) | 3 | 0 | 3 | 0 | 2 | 0 | 2 | X | X | X  | 10    |
| France (Dufour)   | 0 | 2 | 0 | 1 | 0 | 1 | 0 | X | X | X  | 4     |

| Équipes                | 1 | 2 | 3 | 4 | 5 | 6 | 7 | 8 | 9 | 10 | Total |
| ---------------------- | - | - | - | - | - | - | - | - | - | -- | ----- |
| Danemark (Frederiksen) | 1 | 0 | 1 | 0 | 1 | 0 | 0 | 0 | X | X  | 3     |
| Canada (Dacey)         | 0 | 2 | 0 | 2 | 0 | 3 | 1 | 2 | X | X  | 10    |

| Équipes           | 1 | 2 | 3 | 4 | 5 | 6 | 7 | 8 | 9 | 10 | Total |
| ----------------- | - | - | - | - | - | - | - | - | - | -- | ----- |
| Suède (Lindholm)  | 0 | 0 | 0 | 0 | 1 | 0 | 2 | 0 | X | X  | 3     |
| Norvège (Trulsen) | 0 | 3 | 2 | 0 | 0 | 1 | 0 | 2 | X | X  | 8     |

### Match 3
18 avril 2004 16:00
| Équipes                   | 1 | 2 | 3 | 4 | 5 | 6 | 7 | 8 | 9 | 10 | Total |
| ------------------------- | - | - | - | - | - | - | - | - | - | -- | ----- |
| Nouvelle-Zélande (Becker) | 0 | 0 | 1 | 0 | 1 | 0 | 0 | 2 | 0 | 1  | 5     |
| Allemagne (Stock)         | 0 | 1 | 0 | 0 | 0 | 2 | 0 | 0 | 1 | 0  | 4     |

| Équipes                | 1 | 2 | 3 | 4 | 5 | 6 | 7 | 8 | 9 | 10 | Total |
| ---------------------- | - | - | - | - | - | - | - | - | - | -- | ----- |
| Danemark (Frederiksen) | 0 | 0 | 2 | 1 | 0 | 0 | 2 | 0 | 1 | 0  | 6     |
| Norvège (Trulsen)      | 2 | 2 | 0 | 0 | 1 | 1 | 0 | 0 | 0 | 2  | 8     |

| Équipes             | 1 | 2 | 3 | 4 | 5 | 6 | 7 | 8 | 9 | 10 | Total |
| ------------------- | - | - | - | - | - | - | - | - | - | -- | ----- |
| Suisse (Werthemann) | 1 | 0 | 0 | 0 | 0 | 1 | 0 | 0 | X | X  | 2     |
| Canada (Dacey)      | 0 | 0 | 0 | 4 | 1 | 0 | 1 | 1 | X | X  | 7     |

| Équipes            | 1 | 2 | 3 | 4 | 5 | 6 | 7 | 8 | 9 | 10 | Total |
| ------------------ | - | - | - | - | - | - | - | - | - | -- | ----- |
| Écosse (MacDonald) | 0 | 0 | 1 | 0 | 0 | 0 | 1 | 0 | 0 | 4  | 6     |
| Suède (Lindholm)   | 0 | 0 | 0 | 0 | 2 | 0 | 0 | 1 | 0 | 0  | 3     |

| Équipes             | 1 | 2 | 3 | 4 | 5 | 6 | 7 | 8 | 9 | 10 | Total |
| ------------------- | - | - | - | - | - | - | - | - | - | -- | ----- |
| France (Dufour)     | 0 | 1 | 0 | 0 | 1 | 0 | 0 | X | X | X  | 2     |
| États-Unis (Larway) | 2 | 0 | 2 | 1 | 0 | 1 | 2 | X | X | X  | 8     |

### Match 4
19 avril 2004 08:30
| Équipes          | 1 | 2 | 3 | 4 | 5 | 6 | 7 | 8 | 9 | 10 | Total |
| ---------------- | - | - | - | - | - | - | - | - | - | -- | ----- |
| Suède (Lindholm) | 4 | 1 | 2 | 2 | 2 | 0 | X | X | X | X  | 11    |
| France (Dufour)  | 0 | 0 | 0 | 0 | 0 | 1 | X | X | X | X  | 1     |

| Équipes           | 1 | 2 | 3 | 4 | 5 | 6 | 7 | 8 | 9 | 10 | Total |
| ----------------- | - | - | - | - | - | - | - | - | - | -- | ----- |
| Canada (Dacey)    | 0 | 2 | 0 | 2 | 0 | 2 | 2 | X | X | X  | 8     |
| Allemagne (Stock) | 0 | 0 | 1 | 0 | 1 | 0 | 0 | X | X | X  | 2     |

| Équipes             | 1 | 2 | 3 | 4 | 5 | 6 | 7 | 8 | 9 | 10 | Total |
| ------------------- | - | - | - | - | - | - | - | - | - | -- | ----- |
| États-Unis (Larway) | 0 | 1 | 0 | 2 | 0 | 1 | 0 | 0 | X | X  | 4     |
| Écosse (MacDonald)  | 2 | 0 | 2 | 0 | 2 | 0 | 0 | 4 | X | X  | 10    |

| Équipes                | 1 | 2 | 3 | 4 | 5 | 6 | 7 | 8 | 9 | 10 | Total |
| ---------------------- | - | - | - | - | - | - | - | - | - | -- | ----- |
| Suisse (Werthemann)    | 0 | 0 | 2 | 1 | 2 | 0 | 3 | X | X | X  | 8     |
| Danemark (Frederiksen) | 0 | 0 | 0 | 0 | 0 | 1 | 0 | X | X | X  | 1     |

| Équipes                   | 1 | 2 | 3 | 4 | 5 | 6 | 7 | 8 | 9 | 10 | Total |
| ------------------------- | - | - | - | - | - | - | - | - | - | -- | ----- |
| Norvège (Trulsen)         | 1 | 0 | 2 | 0 | 0 | 4 | 0 | 0 | 0 | 1  | 8     |
| Nouvelle-Zélande (Becker) | 0 | 2 | 0 | 2 | 0 | 0 | 1 | 0 | 1 | 0  | 6     |

### Match 5
19 avril 2004 19:00
| Équipes                | 1 | 2 | 3 | 4 | 5 | 6 | 7 | 8 | 9 | 10 | Total |
| ---------------------- | - | - | - | - | - | - | - | - | - | -- | ----- |
| Danemark (Frederiksen) | 0 | 0 | 0 | 1 | 0 | 0 | 0 | 0 | 2 | 1  | 4     |
| Écosse (MacDonald)     | 0 | 1 | 3 | 0 | 0 | 0 | 1 | 1 | 0 | 0  | 6     |

| Équipes           | 1 | 2 | 3 | 4 | 5 | 6 | 7 | 8 | 9 | 10 | Total |
| ----------------- | - | - | - | - | - | - | - | - | - | -- | ----- |
| Norvège (Trulsen) | 0 | 0 | 2 | 0 | 2 | 0 | 2 | 0 | 0 | 0  | 6     |
| France (Dufour)   | 0 | 0 | 0 | 1 | 0 | 1 | 0 | 0 | 2 | 1  | 5     |

| Équipes                   | 1 | 2 | 3 | 4 | 5 | 6 | 7 | 8 | 9 | 10 | Total |
| ------------------------- | - | - | - | - | - | - | - | - | - | -- | ----- |
| Canada (Dacey)            | 2 | 0 | 0 | 1 | 0 | 0 | 1 | 0 | 1 | 3  | 8     |
| Nouvelle-Zélande (Becker) | 0 | 0 | 2 | 0 | 1 | 0 | 0 | 0 | 0 | 0  | 3     |

| Équipes             | 1 | 2 | 3 | 4 | 5 | 6 | 7 | 8 | 9 | 10 | Total |
| ------------------- | - | - | - | - | - | - | - | - | - | -- | ----- |
| États-Unis (Larway) | 1 | 0 | 1 | 0 | 0 | 1 | 0 | 0 | 1 | 1  | 5     |
| Allemagne (Stock)   | 0 | 2 | 0 | 1 | 1 | 0 | 3 | 0 | 0 | 0  | 7     |

| Équipes             | 1 | 2 | 3 | 4 | 5 | 6 | 7 | 8 | 9 | 10 | Total |
| ------------------- | - | - | - | - | - | - | - | - | - | -- | ----- |
| Suisse (Werthemann) | 0 | 2 | 0 | 0 | 0 | 0 | 1 | 0 | 0 | 0  | 3     |
| Suède (Lindholm)    | 0 | 0 | 2 | 0 | 0 | 0 | 0 | 1 | 3 | 0  | 6     |

### Match 6
20 avril 2004 14:00
| Équipes             | 1 | 2 | 3 | 4 | 5 | 6 | 7 | 8 | 9 | 10 | Total |
| ------------------- | - | - | - | - | - | - | - | - | - | -- | ----- |
| Canada (Dacey)      | 0 | 2 | 2 | 0 | 1 | 0 | 4 | X | X | X  | 9     |
| États-Unis (Larway) | 0 | 0 | 0 | 1 | 0 | 1 | 0 | X | X | X  | 2     |

| Équipes             | 1 | 2 | 3 | 4 | 5 | 6 | 7 | 8 | 9 | 10 | 11 | Total |
| ------------------- | - | - | - | - | - | - | - | - | - | -- | -- | ----- |
| Suisse (Werthemann) | 0 | 0 | 0 | 0 | 0 | 0 | 0 | 0 | 2 | 1  | 0  | 3     |
| Écosse (MacDonald)  | 0 | 0 | 0 | 0 | 0 | 1 | 0 | 2 | 0 | 0  | 1  | 4     |

| Équipes           | 1 | 2 | 3 | 4 | 5 | 6 | 7 | 8 | 9 | 10 | Total |
| ----------------- | - | - | - | - | - | - | - | - | - | -- | ----- |
| Norvège (Trulsen) | 0 | 0 | 1 | 0 | 1 | 0 | 0 | 0 | 1 | 0  | 3     |
| Allemagne (Stock) | 1 | 2 | 0 | 1 | 0 | 0 | 0 | 0 | 0 | 0  | 4     |

| Équipes                   | 1 | 2 | 3 | 4 | 5 | 6 | 7 | 8 | 9 | 10 | Total |
| ------------------------- | - | - | - | - | - | - | - | - | - | -- | ----- |
| Suède (Lindholm)          | 0 | 0 | 2 | 0 | 0 | 0 | 1 | 0 | 0 | 1  | 4     |
| Nouvelle-Zélande (Becker) | 1 | 0 | 0 | 2 | 0 | 0 | 0 | 0 | 0 | 0  | 3     |

| Équipes                | 1 | 2 | 3 | 4 | 5 | 6 | 7 | 8 | 9 | 10 | Total |
| ---------------------- | - | - | - | - | - | - | - | - | - | -- | ----- |
| Danemark (Frederiksen) | 0 | 2 | 0 | 2 | 0 | 1 | 0 | 1 | 0 | 1  | 7     |
| France (Dufour)        | 0 | 0 | 1 | 0 | 1 | 0 | 2 | 0 | 1 | 0  | 5     |

### Match 7
21 avril 2004 08:30
| Équipes             | 1 | 2 | 3 | 4 | 5 | 6 | 7 | 8 | 9 | 10 | Total |
| ------------------- | - | - | - | - | - | - | - | - | - | -- | ----- |
| Suisse (Werthemann) | 0 | 0 | 1 | 0 | 1 | 0 | 0 | 1 | 1 | 1  | 5     |
| Norvège (Trulsen)   | 1 | 2 | 0 | 2 | 0 | 1 | 1 | 0 | 0 | 0  | 7     |

| Équipes                   | 1 | 2 | 3 | 4 | 5 | 6 | 7 | 8 | 9 | 10 | Total |
| ------------------------- | - | - | - | - | - | - | - | - | - | -- | ----- |
| Nouvelle-Zélande (Becker) | 0 | 0 | 0 | 2 | 0 | 0 | 0 | 1 | 1 | 0  | 4     |
| États-Unis (Larway)       | 2 | 0 | 0 | 0 | 1 | 0 | 1 | 0 | 0 | 2  | 6     |

| Équipes                | 1 | 2 | 3 | 4 | 5 | 6 | 7 | 8 | 9 | 10 | Total |
| ---------------------- | - | - | - | - | - | - | - | - | - | -- | ----- |
| Danemark (Frederiksen) | 0 | 0 | 1 | 0 | 0 | 1 | 0 | 1 | 0 | 0  | 3     |
| Suède (Lindholm)       | 0 | 1 | 0 | 0 | 1 | 0 | 2 | 0 | 1 | 0  | 5     |

| Équipes         | 1 | 2 | 3 | 4 | 5 | 6 | 7 | 8 | 9 | 10 | Total |
| --------------- | - | - | - | - | - | - | - | - | - | -- | ----- |
| Canada (Dacey)  | 1 | 0 | 1 | 1 | 0 | 3 | 1 | X | X | X  | 7     |
| France (Dufour) | 0 | 0 | 0 | 0 | 1 | 0 | 0 | X | X | X  | 1     |

| Équipes            | 1 | 2 | 3 | 4 | 5 | 6 | 7 | 8 | 9 | 10 | 11 | Total |
| ------------------ | - | - | - | - | - | - | - | - | - | -- | -- | ----- |
| Écosse (MacDonald) | 0 | 0 | 2 | 1 | 0 | 1 | 1 | 0 | 1 | 0  | 0  | 6     |
| Allemagne (Stock)  | 0 | 1 | 0 | 0 | 2 | 0 | 0 | 1 | 0 | 2  | 1  | 7     |

### Match 8
21 avril 2004 19:00
| Équipes                   | 1 | 2 | 3 | 4 | 5 | 6 | 7 | 8 | 9 | 10 | Total |
| ------------------------- | - | - | - | - | - | - | - | - | - | -- | ----- |
| France (Dufour)           | 0 | 2 | 0 | 2 | 0 | 1 | 0 | 0 | 0 | 1  | 6     |
| Nouvelle-Zélande (Becker) | 0 | 0 | 2 | 0 | 3 | 0 | 1 | 0 | 2 | 0  | 8     |

| Équipes          | 1 | 2 | 3 | 4 | 5 | 6 | 7 | 8 | 9 | 10 | Total |
| ---------------- | - | - | - | - | - | - | - | - | - | -- | ----- |
| Suède (Lindholm) | 0 | 1 | 0 | 2 | 0 | 0 | 1 | 0 | 2 | 0  | 6     |
| Canada (Dacey)   | 0 | 0 | 1 | 0 | 1 | 0 | 0 | 3 | 0 | 2  | 7     |

| Équipes            | 1 | 2 | 3 | 4 | 5 | 6 | 7 | 8 | 9 | 10 | Total |
| ------------------ | - | - | - | - | - | - | - | - | - | -- | ----- |
| Écosse (MacDonald) | 0 | 2 | 0 | 0 | 0 | 0 | 0 | 0 | 0 | X  | 2     |
| Norvège (Trulsen)  | 0 | 0 | 1 | 0 | 1 | 0 | 0 | 1 | 3 | X  | 6     |

| Équipes             | 1 | 2 | 3 | 4 | 5 | 6 | 7 | 8 | 9 | 10 | 11 | Total |
| ------------------- | - | - | - | - | - | - | - | - | - | -- | -- | ----- |
| Allemagne (Stock)   | 1 | 0 | 2 | 0 | 0 | 0 | 0 | 1 | 0 | 2  | 1  | 7     |
| Suisse (Werthemann) | 0 | 1 | 0 | 1 | 1 | 0 | 1 | 0 | 2 | 0  | 0  | 6     |

| Équipes                | 1 | 2 | 3 | 4 | 5 | 6 | 7 | 8 | 9 | 10 | Total |
| ---------------------- | - | - | - | - | - | - | - | - | - | -- | ----- |
| États-Unis (Larway)    | 0 | 1 | 0 | 0 | 1 | 1 | 0 | 0 | 0 | 0  | 3     |
| Danemark (Frederiksen) | 0 | 0 | 2 | 3 | 0 | 0 | 0 | 1 | 0 | 1  | 7     |

### Match 9
22 avril 2004 13:00
| Équipes           | 1 | 2 | 3 | 4 | 5 | 6 | 7 | 8 | 9 | 10 | Total |
| ----------------- | - | - | - | - | - | - | - | - | - | -- | ----- |
| Norvège (Trulsen) | 0 | 1 | 0 | 2 | 2 | 0 | 1 | 0 | 2 | 0  | 8     |
| Canada (Dacey)    | 1 | 0 | 1 | 0 | 0 | 2 | 0 | 3 | 0 | 4  | 11    |

| Équipes                | 1 | 2 | 3 | 4 | 5 | 6 | 7 | 8 | 9 | 10 | Total |
| ---------------------- | - | - | - | - | - | - | - | - | - | -- | ----- |
| Allemagne (Stock)      | 2 | 1 | 0 | 2 | 0 | 2 | 1 | 1 | 0 | X  | 9     |
| Danemark (Frederiksen) | 0 | 0 | 2 | 0 | 2 | 0 | 0 | 0 | 1 | X  | 5     |

| Équipes             | 1 | 2 | 3 | 4 | 5 | 6 | 7 | 8 | 9 | 10 | Total |
| ------------------- | - | - | - | - | - | - | - | - | - | -- | ----- |
| Suède (Lindholm)    | 0 | 0 | 0 | 0 | 0 | 0 | 1 | 0 | 0 | 1  | 2     |
| États-Unis (Larway) | 0 | 0 | 0 | 0 | 0 | 0 | 0 | 0 | 1 | 0  | 1     |

| Équipes            | 1 | 2 | 3 | 4 | 5 | 6 | 7 | 8 | 9 | 10 | Total |
| ------------------ | - | - | - | - | - | - | - | - | - | -- | ----- |
| France (Dufour)    | 2 | 0 | 1 | 0 | 0 | 0 | 0 | 2 | 0 | 1  | 6     |
| Écosse (MacDonald) | 0 | 2 | 0 | 1 | 0 | 1 | 0 | 0 | 1 | 0  | 5     |

| Équipes                   | 1 | 2 | 3 | 4 | 5 | 6 | 7 | 8 | 9 | 10 | Total |
| ------------------------- | - | - | - | - | - | - | - | - | - | -- | ----- |
| Nouvelle-Zélande (Becker) | 2 | 0 | 0 | 0 | 0 | 0 | 1 | X | X | X  | 3     |
| Suisse (Werthemann)       | 0 | 2 | 2 | 1 | 2 | 2 | 0 | X | X | X  | 9     |

### Playoffs
|  | Demi-finales | Demi-finales |           |   | Finale | Finale |
|  | Demi-finales | Demi-finales |           |   | Finale | Finale |
|  |              |              |           |   |        |        |
|  |              |              |           |   |        |        |
|  |              |              |           |   |        |        |
|  | Canada       | 6            |           |   |        |        |
|  | Canada       | 6            |           |   |        |        |
|  | Allemagne    | 9            |           |   |        |        |
|  | Allemagne    | 9            | Allemagne | 6 |        |        |
|  |              |              | Allemagne | 6 |        |        |
|  |              | Suède        | 7         |   |        |        |
|  | Norvège      | Suède        | 7         | 6 |        |        |
|  | Norvège      |              |           | 6 |        |        |
|  | Suède        | 8            |           |   |        |        |
|  | Suède        | 8            |           |   |        |        |

|  | Médaille de Bronze |         |   |
|  |                    |         |   |
|  | Norvège            | Norvège | 3 |
|  | Canada             | Canada  | 9 |

#### Demi-finale
25 avril 2004 13:30
| Équipes           | 1 | 2 | 3 | 4 | 5 | 6 | 7 | 8 | 9 | 10 | Total |
| ----------------- | - | - | - | - | - | - | - | - | - | -- | ----- |
| Canada (Dacey)    | 1 | 0 | 1 | 1 | 0 | 1 | 0 | 0 | 2 | 0  | 6     |
| Allemagne (Stock) | 0 | 2 | 0 | 0 | 2 | 0 | 4 | 0 | 0 | 1  | 9     |

| Pourcentage des joueurs | Pourcentage des joueurs | Pourcentage des joueurs | Pourcentage des joueurs |
| Canada                  | Canada                  | Allemagne               | Allemagne               |
| ----------------------- | ----------------------- | ----------------------- | ----------------------- |
| Mark Dacey              | 64 %                    | Sebastian Stock         | 81 %                    |
| Bruce Lohnes            | 71 %                    | Daniel Herberg          | 83 %                    |
| Robert Harris           | 78 %                    | Markus Messenzehl       | 78 %                    |
| Andrew Gibson           | 74 %                    | Patrick Hoffman         | 74 %                    |
| Total                   | 72 %                    | Total                   | 79 %                    |

| Équipes           | 1 | 2 | 3 | 4 | 5 | 6 | 7 | 8 | 9 | 10 | Total |
| ----------------- | - | - | - | - | - | - | - | - | - | -- | ----- |
| Norvège (Trulsen) | 0 | 1 | 0 | 1 | 0 | 2 | 0 | 2 | 0 | 0  | 6     |
| Suède (Lindholm)  | 0 | 0 | 1 | 0 | 2 | 0 | 1 | 0 | 2 | 2  | 8     |

| Pourcentage des joueurs | Pourcentage des joueurs | Pourcentage des joueurs | Pourcentage des joueurs |
| Norvège                 | Norvège                 | Suède                   | Suède                   |
| ----------------------- | ----------------------- | ----------------------- | ----------------------- |
| Pål Trulsen             | 70 %                    | Peter Lindholm          | 70 %                    |
| Lars Vågberg            | 76 %                    | Tomas Nordin            | 78 %                    |
| Flemming Davanger       | 83 %                    | Magnus Swartling        | 70 %                    |
| Bent Ånund Ramsfjell    | 78 %                    | Peter Narup             | 88 %                    |
| Total                   | 77 %                    | Total                   | 77 %                    |

#### Jeu pour la médaille de Bronze
25 avril 2004 11:00
| Équipes           | 1 | 2 | 3 | 4 | 5 | 6 | 7 | 8 | 9 | 10 | Total |
| ----------------- | - | - | - | - | - | - | - | - | - | -- | ----- |
| Norvège (Trulsen) | 0 | 1 | 0 | 1 | 0 | 1 | 0 | 0 | 0 | X  | 3     |
| Canada (Dacey)    | 1 | 0 | 2 | 0 | 2 | 0 | 0 | 0 | 4 | X  | 9     |

| Pourcentage des joueurs | Pourcentage des joueurs | Pourcentage des joueurs | Pourcentage des joueurs |
| Norvège                 | Norvège                 | Canada                  | Canada                  |
| ----------------------- | ----------------------- | ----------------------- | ----------------------- |
| Pål Trulsen             | 79 %                    | Mark Dacey              | 90 %                    |
| Lars Vågberg            | 81 %                    | Bruce Lohnes            | 82 %                    |
| Flemming Davanger       | 88 %                    | Robert Harris           | 82 %                    |
| Bent Ånund Ramsfjell    | 79 %                    | Andrew Gibson           | 76 %                    |
| Total                   | 82 %                    | Total                   | 82 %                    |

#### Jeu pour la médaille d'Or
25 avril 2004 15:00
| Équipes           | 1 | 2 | 3 | 4 | 5 | 6 | 7 | 8 | 9 | 10 | Total |
| ----------------- | - | - | - | - | - | - | - | - | - | -- | ----- |
| Allemagne (Stock) | 1 | 0 | 1 | 0 | 0 | 2 | 0 | 0 | 2 | 0  | 6     |
| Suède (Lindholm)  | 0 | 1 | 0 | 2 | 0 | 0 | 1 | 2 | 0 | 1  | 7     |

| Pourcentage des joueurs | Pourcentage des joueurs | Pourcentage des joueurs | Pourcentage des joueurs |
| Allemagne               | Allemagne               | Suède                   | Suède                   |
| ----------------------- | ----------------------- | ----------------------- | ----------------------- |
| Sebastian Stock         | 84 %                    | Peter Lindholm          | 79 %                    |
| Daniel Herberg          | 71 %                    | Tomas Nordin            | 84 %                    |
| Stephan Knoll           | 76 %                    | Magnus Swartling        | 76 %                    |
| Markus Messenzehl       | 91 %                    | Peter Narup             | 75 %                    |
| Total                   | 80 %                    | Total                   | 78 %                    |

## Pourcentages des joueurs
| Leads                | %  | Seconds                 | %  | Thirds         | %  | Skips               | %  |
| Bill Todhunter       | 85 | Flemming Davanger       | 83 | Tomas Nordin   | 78 | Mark Dacey          | 83 |
| Andrew Gibson        | 82 | Magnus Swartling        | 79 | Bruce Lohnes   | 77 | Peter Lindholm      | 82 |
| Thomas Hoch          | 82 | Daniel Widmer           | 76 | Warwick Smith  | 77 | Ewan MacDonald      | 78 |
| Bent Ånund Ramsfjell | 79 | David Hay               | 74 | Lars Vilandt   | 77 | Pål Trulsen         | 76 |
| Peter Narup          | 79 | Kenneth Daucke Andersen | 74 | Lars Vågberg   | 75 | Sebastian Stock     | 76 |
| Bo Jensen            | 78 | Robert Harris           | 74 | Thomas Lips    | 75 | Bernhard Werthemann | 74 |
| Peter Loudon         | 78 | Joel Larway             | 74 | Doug Pottinger | 73 |                     |    |
| Markus Messenzehl    | 75 | Stephan Knoll           | 72 | Daniel Herberg | 73 |                     |    |
|                      |    |                         |    | Hans Frauenlob | 67 |                     |    |

| Champion du monde de curling 2004 |
| --------------------------------- |
| Suède 5e titre                    |